# Parveen Rana
Parveen Rana (ur. 12 listopada 1992) – indyjski zapaśnik walczący w stylu wolnym. Zajął szesnaste miejsce na mistrzostwach świata w 2017. Dziesiąty na igrzyskach azjatyckich w 2014. Srebrny medalista mistrzostw Azji w 2019 i brązowy w 2012. Mistrz Wspólnoty Narodów w 2013 i drugi w 2017. Szósty w Pucharze Świata w 2014 i siódmy w 2016. Trzeci na MŚ juniorów w 2011 roku.